# Eremo dei Camaldolesi
L'eremo dei Camaldolesi è un ex convento risalente al XVI secolo ed eretto sul versante orientale di una delle colline che sovrastano il Po sulla sua destra orografica sopra la città di Torino; si trova nel territorio comunale di Pecetto Torinese.

## Storia
Il duca Carlo Emanuele I di Savoia aveva fatto un voto nel 1559: «...se l'epidemia di peste cesserà realizzerò un grande convento, composto da numerosi edifici». Nel 1601 assieme al suo consigliere spirituale, padre Alessandro dei Marchesi di Ceva, e all'architetto Ascanio Vitozzi, mantenne la sua promessa e diede il via ai lavori, proprio in località Monveglio, laddove sarebbe sorto l'Eremo dei Camaldolesi. Cinque anni dopo, nel 1606 in quel luogo sorse il maestoso edificio immerso in un parco ricco di pini, cipressi e cedri. Questo convento fu l'impresa edilizia più importante di Carlo Emanuele I. Per ogni eremita l'architetto aveva previsto una casetta indipendente con un pozzo interno, una cella, un oratorio e un piccolissimo orto. Una chiesa bianca dominava le celle. Nei due secoli di vita del monastero vennero concentrate, oltre ad una ricca biblioteca, diverse opere di artisti: Beaumont, Bernero, Cignaroli, i fratelli Pozzo, per non citarne che alcuni. Ma la diaspora artistica iniziò prima dello smantellamento ufficiale del convento che fu deciso nel 1801 dalla commissione esecutiva del Piemonte. La soppressione, che avvenne contemporaneamente a quella degli eremi di Cherasco e Busca era necessaria per motivi finanziari: il governo francese all'epoca non era in grado di mantenere la dotazione annua di 13.125 Lire. L'eremo rimase deserto per otto anni, fu oggetto di ripetuti saccheggi, finché nel 1809 fu messo all'asta ed acquistato dal banchiere Ranieri. Il monastero, ridotto a condizioni pietose, ritornò alla curia nel 1874, per essere adibito a sede estiva del Seminario. I lavori di ristrutturazione fecero perdere completamente la fisionomia delle antiche vestigia. Oggi i resti della proprietà sono stati demoliti e al suo posto sorge un edificio che ospita una sezione dell'Ospedale Maggiore di Torino. Le uniche testimonianze dello splendore del passato sono il campanile e la cappella dell'Ordine dell'Annunziata.
Intorno al 1896 vennero eseguiti numerosi lavori in seguito all'acquisto della proprietà da parte della Sig.ra Margherita Boggio, la quale fece costruire ex novo tutti i fabbricati rustici necessari per la cultura dei terreni, l'abitazione per i coloni oltre a migliorare a ampliare il fabbricato civile. La torre fu sopraelevata e coronata con merlatura per conferirle una maggiore snellezza, furono provvisti i cancelli di accesso e poi fu allestito il giardino con piantagioni di alberi da frutta e di ornamento. 
Nel 1915 fu abbellita la cappella con decorazioni sulla volta e un nuovo altare, e fu arricchita la proprietà con la realizzazione di un profondo pozzo.
La villa fu ancora ampliata intorno al 1926-27, quando furono realizzati nuovi ambienti e rifatta la copertura della torre, nello stesso periodo, tuttavia, cessò l'uso della residenza come luogo di villeggiatura.
L'erede della signora Boggio decise, intorno al 1934, di donare la proprietà ad un Ente in grado di conservare al meglio la tenuta e che la utilizzasse per l'Educazione e la Formazione della Gioventù. Le prime scelte ricaddero sull'Opera salesiana, il Cottolengo e sull'Opera Nazionale Balilla, ma l'erede cambiò presto opinione preferendo a queste un Ente di minor "grandezza e importanza" temendo che i primi scelti «...non potessero dedicare poi alla nuova e minore Istituzione, tutte quelle cure e tutte quelle attenzioni ed energie specialmente necessarie al suo iniziale esordio, ed al susseguente sviluppo.»
Fu quindi deciso di donare la proprietà al Comune di Pecetto e nel 1934, la donazione fu resa effettiva con l'unica condizione che l'Istituzione avrebbe dovuto portare il nome di Colonia Margherita Boggio Ramella. Tuttavia non tardarono i primi dubbi sulla capacità effettiva del Comune ad assolvere al mandato conferitogli e fu il Comune stesso, a distanza di pochi mesi, a proporre all'erede di acconsentire alla cessione della proprietà al Fascio locale, ritenendo questo come «...l'Ente più atto e idoneo allo scopo, addossando al medesimo l'onere di soddisfare agli impegni presi».
Nel febbraio del 1935, il Fascio locale avendo ottenuto il consenso degli eredi, venne stipulato l'atto di cessione. Purtroppo anche il Fascio non riuscì a compiere quanto richiestogli e per più di un anno il complesso fu abbandonato.
Solo verso la metà dell'anno seguente iniziarono finalmente i lavori atti a trasformare la residenza in una Colonia, che fu inaugurata nel mese di novembre e denominata Colonia XXIII Marzo.
L'anno successivo ci fu una vicenda piuttosto controversa a proposito della proprietà quando la Federazione concesse gratuitamente al Comune di Torino 940 m² di terreno per formare un Piazzale, concessione che non poteva essere attuata non essendo la Federazione proprietaria di quel terreno. 
La disputa si concluse nel 1937 con la registrazione di due atti che vedevano la proprietà passare dal Fascio di Pecetto alla Federazione dei Fasci della Provincia e in conseguenza di questo primo atto la cessione legittima e gratuita dell'area discussa al Comune di Torino.

### Restauro
Tra il 2008 e il 2009 è stato redatto, da un gruppo di professionisti architetti ed ingegneri, un progetto di recupero ed ampliamento del Complesso della Torre dell'Eremo, con lo scopo di riqualificare il fabbricato e di modificarlo al fine di dargli una nuova destinazione d'uso che lo rendesse utilizzabile ed attivo. L'area interessata dall'intervento era composta da due distinti complessi di fabbricati: il primo, quello originario, contraddistinto dalla presenza della Torre dell'Eremo e il secondo, non di pregio, sorto come ampliamento nel secolo scorso.
La porzione storica del complesso era composta da un blocco a pianta rettangolare in muratura culminante nella torre a pianta circolare oltre a due piccoli fabbricati annessi successivamente alla torre, con uso a cappella.  In realtà, seppur questa fosse considerata la porzione storica del fabbricato, il corpo era stato realizzato in due momenti differenti: la prima porzione era quella compresa tra la torre e la risega che si evince sul lato cortile, mentre il corpo dalla risega a fine fabbricato era già un primo ampliamento della struttura. La prima porzione (annessa verso ovest del corpo storico) era un fabbricato di ridotte dimensioni sviluppato su un unico piano fuori terra, che consentiva l'accesso dall'esterno alla torre alla quale era direttamente collegata e insieme alla quale assolveva al compito di cappella del complesso. L'altra porzione annessa alla torre era un piccolo corpo sviluppato verso nord su un unico piano fuori terra che era stato realizzato per contenere i servizi igienici. 
Il progetto di restauro prevedeva la demolizione (che fu autorizzata) della porzione che ospitava i servizi igienici poiché la sua collocazione, oltre a non essere congrua con la restante parte del complesso, impediva la visuale della torre, limitandone la percezione formale e di conseguenza l'identità originaria del complesso. 
Prima dell'intervento di restauro le murature presentavano problemi strutturali e necessitavano di essere consolidate. Oltre a ciò le pareti sia interne che esterne mostravano diversi stati di intonaci. A tal proposito erano stati eseguiti dei saggi stratigrafici sugli intonaci al fine di risalire alla cronologia delle stratificazioni al fine di cercare di conservazione gli intonaco originario.
In tutto il corpo di fabbrica sono stati rimossi tutti gli infissi in legno sostituiti con altri della stessa fattura.
Oltre a questi lavori sono state fatte delle modifiche interne al fine di garantire una miglior fruizione degli spazi sopra citati.